# Zalaháshágy, Zala
Zalaháshágy  este un sat în districtul Zalaegerszeg, județul Zala, Ungaria, având o populație de 375 de locuitori (2011). 

## Demografie
Componența etnică a satului Zalaháshágy
     Maghiari (100%)
Componența confesională a satului Zalaháshágy
     Romano-catolici (80%)
     Luterani (2,67%)
     Reformați (2,13%)
     Atei (1,07%)
     Necunoscută (14,13%)
     Alte religii (1,33%)
Conform recensământului din 2011, satul Zalaháshágy avea 375 de locuitori. Din punct de vedere etnic, majoritatea locuitorilor (100,0%) erau maghiari.  Din punct de vedere confesional, majoritatea locuitorilor (80,0%) erau romano-catolici, existând și minorități de luterani (2,67%), reformați (2,13%) și atei (1,07%). Pentru 14,13% din locuitori nu este cunoscută apartenența confesională.